# رون برينيمان
رون برينيمان هو مسير أعمال كندي، ولد في 1947.

## وصلات خارجية
- رون برينيمان على موقع إن إن دي بي (الإنجليزية)